# Pierre Laujon

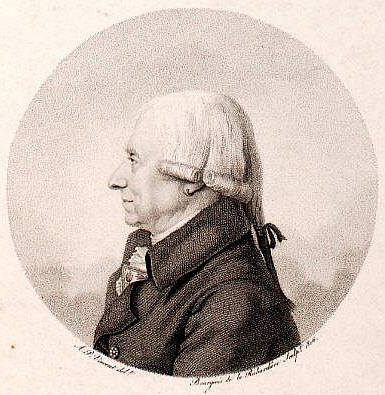
Pierre Laujon (1806)

Pierre Laujon (* 13. Januar 1727 in Paris; † 14. Juli 1811 ebenda) war ein französischer Schriftsteller und Mitglied der Académie française.

## Leben und Werk
Pierre Laujon besuchte das Collège Louis-le-Grand und schrieb schon mit 18 Jahren seine ersten Theaterstücke. 1747 lieferte er das Libretto zu Joseph Bodin de Boismortiers Oper Daphnis et Chloé. Sein Stück Aeglé (Musik von Pierre de la Garde) wurde 1748 am Hof aufgeführt mit der Marquise de Pompadour (der es gewidmet war) in einer der Rollen.
Durch seine anhaltenden Bühnenerfolge wurde Louis de Bourbon, comte de Clermont auf ihn aufmerksam und machte ihn 1750 zu seinem Kabinettssekretär. Nach dessen Tod erfüllte er bei Louis V. Joseph de Bourbon, prince de Condé die gleiche Funktion und organisierte die Schlossfeste in Chantilly. 1775 folgte er Pierre-Joseph Bernard nach in der einträglichen Funktion eines Generalsekretärs der Dragoner. Wie Bernard gehörte er von 1759 bis 1789 zur zweiten Société du Caveau, dem Zentrum der Goguette, einer Art Gesangverein für höhere Kreise und Intellektuelle, für den er zahlreiche Chansons textete.
1771 schrieb er das Libretto zu Jean-Paul-Égide Martinis Oper L’amoureux de quinze ans, ou la double fête, die unter dem Titel Der Liebhaber von fünfzehn Jahren auch in Wien zur Aufführung kam. Weitere Texte wurden ins Niederländische und Schwedische übersetzt. 1776 kandidierte er ein erstes Mal für die Académie française, unterlag aber Jean-François de La Harpe. Den Einzug in die Akademie (Sitz Nr. 25) hielt er erst 1807 im Alter von 80 Jahren. Dann gab er selbst in vier Bänden seine gesammelten Werke heraus, versehen mit langen autobiographischen Vorworten und Werkkommentaren. Etwa gleichzeitig mit deren Erscheinen starb er 1811 im 85. Lebensjahr.

## Werke (Auswahl)
- L’amoureux de quinze ans, ou la double fête. Comédie en trois actes et en prose, mêlée d’ariettes; dedié à S. A. S. Monseigneur le Duc de Bourbon. Musik von Johann Paul Aegidius Martini. Paris 1771.
  - (deutsch)  Der Liebhaber von fünfzehn Jahren. Ein Singspiel in drey Aufzügen. Wien 1778.
- Oeuvres choisies contenant ses pièces représentées sur nos principaux théâtres, sur ceux de province ou de société; ses fêtes publiques ou particulières; ses chansons et autres opuscules, avec des anecdotes, remarques et notices relatives à ces divers genres. 4 Bde. Paris 1811.